# Kína–6
Kína–6 (JSSW–3) kínai technikai-műszaki technikai-műszaki műhold. 

## Küldetés
Tervezett feladat, világűr körülményei között tesztelni (tanulmányozni) az űreszköz működését, a földi ellenőrző, követő rendszerekkel történő kapcsolatot, valamint fotófelderítést végzett. Tesztelték az emberes űrhajó felbocsátását.

## Jellemzői
Gyártotta és üzemeltette a Kínai Tudományos Akadémia Speciális Technológia (kínaiul: 中国 空间 技术 研究院) (CAST) csoportja.
Megnevezései: Kína–6; JSSW-3 (Ji Shu Shiyan Weixing);  PRC–6 (People's Republic of China); COSPAR: 1976-087A; Kódszáma: 9394.
1976. augusztus 30-án Közép-Kínából a Csiucsüan Űrközpontból, a LA–2B jelű indítóállványról egy kétfokozatú Feng Bao 1 (FB–1) hordozórakétával indították alacsony Föld körüli pályára (LEO = Low-Earth Orbit). Az orbitális egység pályája 108,8 perces, 69,2 fokos hajlásszögű, elliptikus pálya perigeuma 195 kilométer, az apogeuma 2145 kilométer volt.
Tömege 1108 kilogramm volt. Forgás-stabilizált űreszköz. Alapműszerei kozmikus sugárzás, a napszél, a mikrometeoritok, az interplanetáris anyag vizsgálatát biztosították. Műszerei, berendezései a későbbi meteorológiai műhold programok alaptípusai voltak. A műszertartályt visszahozták a Földre. Energia ellátását napelemek, éjszakai (földárnyék) energia ellátását ezüst-cink akkumulátorok biztosították. Hővédelme, telemetria rendszere zavartalanul működött.
1978. november 25-én 817 nap (2,24 év) után belépett a légkörbe és megsemmisült.